# Philippine Basketball Association

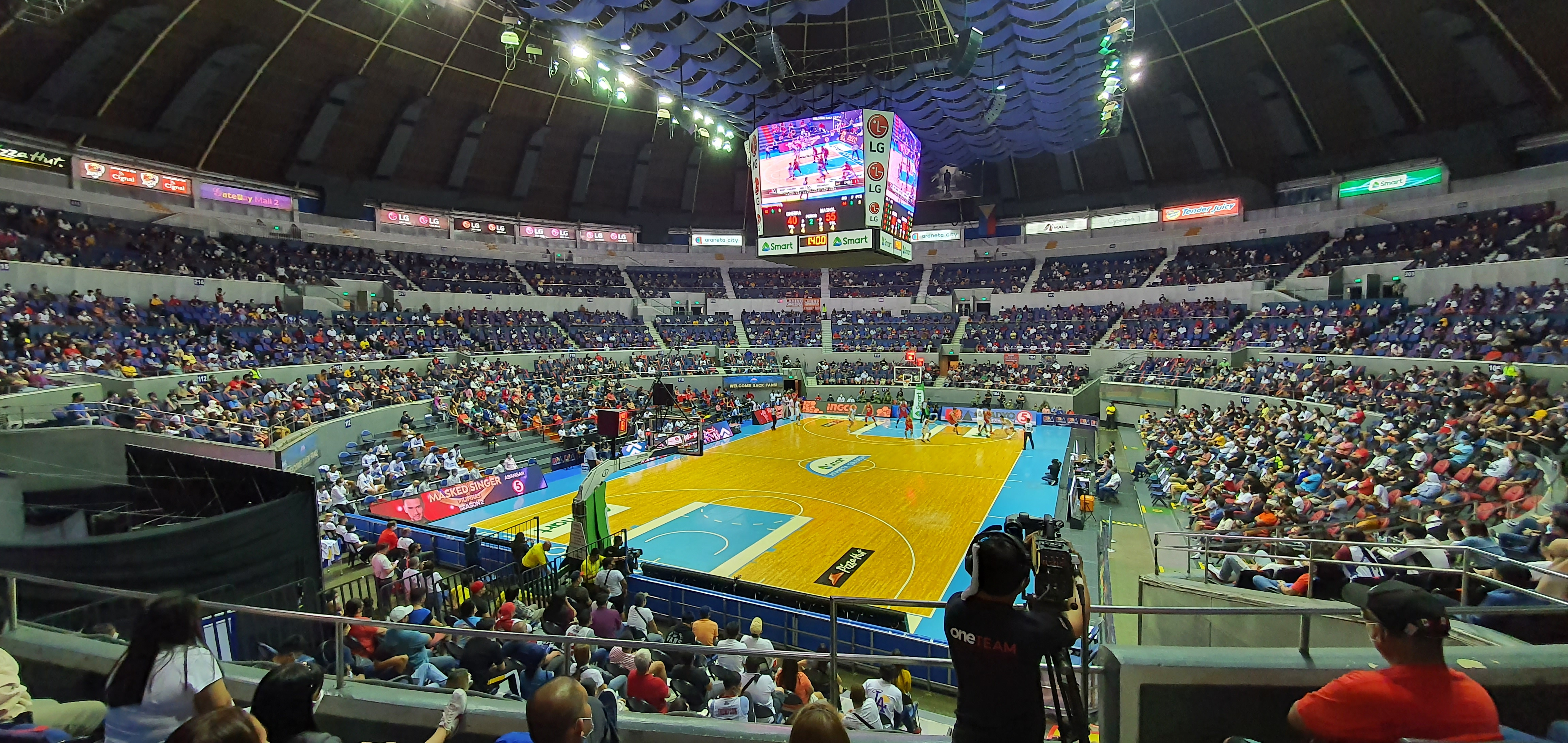
Juego de la ronda eliminatoria de gobernadores de la PBA 2021 entre Barangay Ginebra San Miguel y Magnolia National Chicken Hotshots.

La Philippine Basketball Association (PBA) es una liga profesional de baloncesto de Filipinas compuesta de diez equipos. Fue la primera liga profesional de baloncesto en Asia y la segunda más antigua del mundo tras la NBA. Las reglas de la liga son un híbrido de las de la FIBA y la NBA.
El primer partido de la liga se disputó en el Araneta Coliseum en Quezon City el 9 de abril de 1975. Las oficinas individuales de la liga se encuentran en Eastwood City en Quezon City. El Comisionado de la liga es Willie Marcial.

## Equipos
Todas las franquicias son propiedad de corporaciones. No tienen su sede en una localización geográfica específica, por lo que no juegan en un "estadio local". La liga alquila los distintos estadios en los que los equipos juegan.
El nombre de un equipo a menudo se divide en tres partes: la primera es el nombre de la empresa, la segunda un producto, y a continuación, un apodo, por lo general relacionado con el negocio de la compañía. Por ejemplo, los Petron Blaze Boosters es un equipo pertenece a San Miguel Corporation, con el apodo de "blaze boosters" que denota el producto Petron Blaze. Los nombres de productos son omitidos en ocasiones o se fusionan con el apodo del equipo. Aunque el nombre de la empresa rara vez cambia, el nombre del producto y el apodo cambia con frecuencia, maximizando la publicidad que la liga puede dar a los bienes de la empresa.
Notas
- (♯) - denota un subsidiario de la San Miguel Corporation.
- (°) - denota un grupo subsidiario de MVP.
- (‡) - denota un subsidiario de Linaheim Corporate Services.
- (**) - San Miguel Beermen tomó un permiso de ausencia en las dos primeras conferencias de la temporada de 1986.

### Equipos desaparecidos
Los equipos más destacados de la liga que han desaparecido son los Crispa Redmanizers y los Toyota Super Corollas.
| Equipo                                       | Inicio | Última temporada | Acquirido por             |
| -------------------------------------------- | ------ | ---------------- | ------------------------- |
| 7-Up                                         | 1975   | 1977             | Filmanbank                |
| Barako Bull Energy Boosters                  | 2000   | 2011             | Shopinas.com/Air21 (2011) |
| Carrier/Quasar/Fiberlite                     | 1975   | 1976             | -                         |
| CDCP/Galleon                                 | 1980   | 1981             | -                         |
| Crispa                                       | 1975   | 1984             | Shell                     |
| Pop Cola/Sunkist/Diet Sarsi/Swift            | 1990   | 2001             | Powerade*                 |
| Great Taste/Presto/Tivoli/CFC/N-Rich         | 1975   | 1992             | Sta. Lucia                |
| Filmanbank                                   | 1978   | 1979             | CDCP/Galleon              |
| Manhattan/Country Fair/Sunkist/Winston       | 1983   | 1984             | -                         |
| Manila Beer/Beer Hausen                      | 1984   | 1986             | -                         |
| Mariwasa/Finance Inc/Galerie Dominique/Honda | 1975   | 1983             | -                         |
| Shell                                        | 1985   | 2004-05          | Welcoat*                  |
| Sta. Lucia                                   | 1993   | 2010             | Meralco*                  |
| Tanduay (Familia Elizalde)                   | 1975   | 1987             | Purefoods*                |
| Tanduay (Familia Tan)                        | 1999   | 2001             | Air21/Barako Bull (2011)  |
| Tefilin                                      | 1980   | 1981             | -                         |
| Toyota                                       | 1975   | 1983             | Manila Beer/Beer Hausen   |
| U/Tex                                        | 1975   | 1982             | Country Fair              |

*Actualmente activo

### Equipos invitados
Entre los equipos invitados, destaca American Nicholas Stoodley, que ganó la Conferencia de Invitación en 1980.
- UBC Thunderbirds (2004 PBA Fiesta Conference)
- U.S. Mail and More Pro-Am Selection (2004 PBA Fiesta Conference)
- Yonsei University (2003 Invitational)
- Magnolia Jilin Tigers (2003 Invitational)
- Novi Sad Amateur Selection (2003 Invitational)
- Northern Consolidated Cement (1985 PBA Reinforced Conference Champions)
- Selección de baloncesto de Filipinas (en varias ocasiones desde 1984 hasta 2003)
- Emtex (1977)
- Ramrod (1977)
- Nicholas Stoodley (1980 PBA Invitational Champions)
- Adidas (1980)
- Selección de baloncesto de Corea del Sur (1982)
- Smart Gilas (2009-10 y 2010-11)

## Campeones de la PBA
San Miguel Beermen es el equipo con más títulos (19 campeonatos) seguido por Alaska Aces con 13. Entre los equipos desaparecidos, Crispa Redmanizers cuenta con 13 campeonatos y Toyota Super Corollas finalizó con 9.
Talk 'N Text Tropang Texters ganó la Copa Filipina y la Copa del Comisionado en 2011, su tercer y cuarto campeonato respectivamente. Petron Blaze Boosters ganó la Copa del Gobernador.

## Premios
- MVP de la Temporada de la PBA
- MVP de las Finales de la PBA
- Rookie del Año de la PBA
- Entrenador del Año de la PBA
- Jugador Más Deportivo de la PBA
- Mejor Extranjero de la PBA
- Mejor Jugador de la Conferencia de la PBA
- Jugador Más Mejorado de la PBA
- Equipo Mítico de la PBA
- Mejor quinteto defensivo de la PBA